# (34770) 2001 QJ243
2001 QJ243 (asteroide 34770) é um asteroide da cintura principal. Possui uma excentricidade de 0.08247300 e uma inclinação de 1.20908º.
Este asteroide foi descoberto no dia 24 de agosto de 2001 por LINEAR em Socorro.